# Olympische Winterspiele 2002/Teilnehmer (Bulgarien)
| Gelbes Symbol für Goldmedaillen mit stilisierten Olympischen Ringen | Graues Symbol für Silbermedaillen mit stilisierten Olympischen Ringen | Braundes Symbol für Bronzemedaillen mit stilisierten Olympischen Ringen |
| ------------------------------------------------------------------- | --------------------------------------------------------------------- | ----------------------------------------------------------------------- |
| —                                                                   | 1                                                                     | 2                                                                       |

Bulgarien nahm 2002 zum 16. Mal an Olympischen Winterspielen teil. Insgesamt wurden 23 Athleten nach Salt Lake City entsandt, die in sieben verschiedenen Disziplinen antraten. Dabei konnte eine Bronzemedaille im Biathlon sowie eine Silber- und Bronzemedaille im Shorttrack errungen werden. Im Medaillenspiegel belegte das Land den 20. Platz. Erfolgreichste Athletin war Ewgenija Radanowa, die beide Medaillen im Shorttrack gewann.
Fahnenträger bei der Eröffnungsfeier war der Skifahrer Stefan Georgiew.

## Übersicht der Teilnehmer

### Biathlon
Frauen
- Iwa Karagjosowa
7,5 km Sprint: 41. Platz (23:18,0 min)
15 km Einzel: 32. Platz (51:59,3 min)
4 × 7,5 km Staffel: 4. Platz (1:29:25,8 h)

- Pawlina Filipowa
7,5 km Sprint: 17. Platz (22:20,6 min)
10 km Verfolgung: 12. Platz (32:35,1 min)
15 km Einzel: 20. Platz (50:47,5 min)
4 × 7,5 km Staffel: 4. Platz (1:29:25,8 h)

- Ekaterina Dafowska
7,5 km Sprint: 15. Platz (22:17,7 min)
10 km Verfolgung: 10. Platz (32:22,6 min)
15 km Einzel: 5. Platz (48:15,5 min)
4 × 7,5 km Staffel: 4. Platz (1:29:25,8 h)

- Irina Nikultschina
7,5 km Sprint: 11. Platz (21:57,0 min)
10 km Verfolgung: Bronze  (31:15,8 min)
15 km Einzel: 43. Platz (53:16,7 min)
4 × 7,5 km Staffel: 4. Platz (1:29:25,8 h)

Männer
- Georgi Kassabow
10 km Sprint: 60. Platz (27:55,8 min)
12,5 km Verfolgung: 56. Platz (40:38,5 min)
20 km Einzel: 65. Platz (59:16,1 min)

### Bob
Männer, Zweier
- Miroslaw Danow, Stefan Wassilew
32. Platz (3:18,02 min)

### Eiskunstlauf
Männer
- Iwan Dinew
13. Platz (20,0)

Eistanz
- Albena Denkova, Maxim Stawiski
7. Platz (14,0)

### Shorttrack
Frauen
- Daniela Wlaewa
3000 m Staffel: 6. Platz (4:20,703 min, B-Finale)

- Anna Krastewa
1000 m: 18. Platz (1:39,195 min, Vorlauf)
3000 m Staffel: 6. Platz (4:20,703 min, B-Finale)

- Marina Georgiewa-Nikolowa
500 m: 15. Platz (45,916 s, Viertelfinale)
1500 m: 18. Platz (2:33,362 min, Vorlauf)
3000 m Staffel: 6. Platz (4:20,703 min, B-Finale)

- Ewgenija Radanowa
500 m: Silber  (44,252 s)
1000 m: 5. Platz (1:34,702 min, B-Finale)
1500 m: Bronze  (2:31,732 min)
3000 m Staffel: 6. Platz (4:20,703 min, B-Finale)

Männer
- Kiril Pandow
1000 m: 25. Platz (1:31,842 min, Vorlauf)
1500 m: 27. Platz (2:27,730 min, Vorlauf)

- Assen Pandow
500 m: 31. Platz (1:17,124 min, Vorlauf)

- Miroslaw Bojadschiew
500 m: 25. Platz (43,462 s, Vorlauf)
1000 m: 26. Platz (1:32,421 min, Vorlauf)
1500 m: 11. Platz (2:29,307 min, B-Finale)

### Ski Alpin
Frauen
- Nadeschda Wassilewa
Riesenslalom: 42. Platz (2:44,43 min)
Slalom: 28. Platz (1:59,04 min)

Männer
- Angel Pumpalow
Slalom: 23. Platz (1:51,93 min)
Kombination: Ausgeschieden

- Stefan Georgiew
Riesenslalom: 38. Platz (2:33,01 min)
Slalom: Ausgeschieden (1. Lauf)
Kombination: 16. Platz (3:23,39 min)

### Skilanglauf
Männer
- Iwan Bajrakow
1,5 km Sprint: 61. Platz (3:18,97 min, Qualifikation)
15 km klassisch: 60. Platz (45:41,2 min)
20 km Verfolgung: 70. Platz (31:17,1 min, nur klassisch, nicht für Freistil qualifiziert)

- Slawtscho Batinkow
1,5 km Sprint: 58. Platz (3:14,21 min, Qualifikation)
15 km klassisch: Aufgabe
20 km Verfolgung: 72. Platz (:, min, nur klassisch, nicht für Freistil qualifiziert)

### Skispringen
- Georgi Scharkow
Einzel, Normalschanze: 45. Platz (76,5 Pkt., Qualifikation)
Einzel, Großschanze: 39. Platz (75,3 Pkt., Qualifikation)